# Гамбар, Эрнест
Жан Жозеф Эрнест Теодор Гамбар (фр. Jean Joseph Ernest Theodore Gambart, 1814—1902) — британский издатель и предприниматель в сфере искусства бельгийского происхождения. Определял состояние рынка искусства в Лондоне в середине XIX века.

## Биография
Родился в Кортрейке в семье издателя и книготорговца. В 19-летнем возрасте уехал в Париж, где пытался основать собственное печатное дело. Сделавшись агентом фирмы Goupil & Cie, в 1840 году основал её филиал в Лондоне. В 1842 году основал собственную фирму Gambart & Junin, которая специализировалась на выставках и продажах произведений искусства из континентальной Европы. С 1844 года фирма Гамбара занималась издательской деятельностью (как правило, гравюры с известных произведений живописи приносили больше прибыли, чем продажа оригинала). В 1846 году Э. Гамбар принял британское подданство.

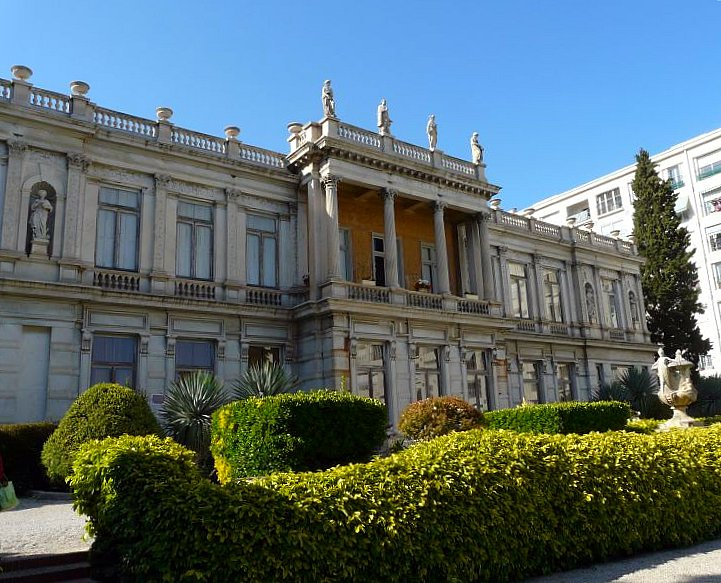
Дворец Гамбара в Ницце (ныне занят муниципальным архивом)

Гамбар превратился в самого известного арт-дилера викторианской эпохи, имевшим взаимовыгодные отношения с самыми известными художниками того времени: Эдвином Ландсиром, Джоном Эвереттом Милле, Лоуренсом Альма-Тадемой (которого пригласил на постоянное жительство в Лондон), Уильямом Холманом Хантом, Джоном Линнеллом, Уильямом Тёрнером, Фордом Брауном, Данте Россетти, и многими другими. Он был другом большинства этих художников, помогал рекламировать их искусство — например, он сделал известным творчество французской художницы Розы Бонёр, картину которой представил королеве Виктории. Благодаря изданиям гравюр Бонёр стала более известной в Англии, чем у себя на родине. Аналогично, Гамбар способствовал известности Л. Альма-Тадемы — возможно, самого коммерчески успешного художника викторианской эпохи. Их сотрудничество началось с заказа Гамбара на серию исторических картин и персональной выставки Альма-Тадема в Лондоне в 1865 году.
Успех Гамбара объяснялся его маркетинговой стратегией. С 1849 года он содержал собственную картинную галерею, в которой работы континентальных художников перемежались с британскими. До Гамбара художники, как правило, сами находили потенциальных покупателей; он стал одним из первых арт-дилеров, который поддерживал связи с меценатами и коллекционерами, с одной стороны, и художниками — с другой.
Эрнест Гамбар был женат трижды, все его браки были бездетными. С 1870 года он отошёл от дел и передал галерею племяннику Леону Лефевру. После этого он переселился в Ниццу, где исполнял обязанности почётного консула Испании. После его кончины в 1902 году в Ницце в его честь назвали небольшую улицу.